# Gerwyn Williams
Pas d'image ? Cliquez ici

a Compétitions nationales et continentales officielles uniquement.

b Matchs officiels uniquement.
Gerwyn Williams, né le 22 avril 1924 à Glyncorrwg et mort le 10 février 2009 à Clare, est un joueur de rugby gallois, évoluant au poste d'arrière pour le pays de Galles.

## Carrière
Il joue en club avec le Llanelli RFC et les London Welsh. Il connaît également huit sélections avec les Barbarians de 1950 à 1952. Il dispute son premier test match le 11 mars 1950 contre l'équipe d'Irlande, et son dernier test match fut contre l'équipe d'Angleterre le 16 janvier 1954. Il joue 13 matchs. Il participe notamment à la victoire sur les All Blacks en 1953.

## Palmarès
- Grand Chelem en 1950 et 1952
- Victoire dans le Tournoi des cinq nations 1954

## Statistiques en équipe nationale
- 13 sélections
- Sélections par année : 2 en 1950, 5 en 1951, 4 en 1952, 1 en 1953, 1 en 1954
- Participation à quatre Tournois des Cinq Nations en 1950, 1951, 1952 et 1954